# A Szentírás új világ fordítása

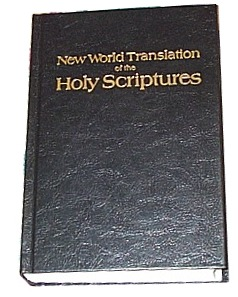
New World Translation of the Holy Scriptures

A Szentírás új világ fordítása, röviden ÚVF (angol: New World Translation of the Holy Scriptures, röviden: NWT) a Biblia egyik modernizált nyelvű fordítása, melyet a Watchtower Bible and Tract Society of New York, Inc. és a International Bible Students Association ad ki.
Első kiadására 1950-ben került sor.
A magyar változat 2003-ban jelent meg az 1984-es angol nyelvű kiadás fordításaként. Az átdolgozott kiadás jelent meg magyarul 2017-ben.

## Jellegzetességei
A különböző kiadások nagy mértékben hasonlítanak egymáshoz. A fedőlap sötétzöld vagy fekete színű (a puha borítós olcsóbb változatnak barna), arany színnel jelenik meg a cím, a „Szentírás” szó nagyobb betűmérettel, mint a cím többi része. Az első fedőlap belső részén az ókori világ térképe, a hátsó fedőlap belső részén pedig Pál apostol utazásainak útvonala látható.
Az Ószövetség a Biblia Hebraica (Rudolf Kittel) szövegén alapul, amely a legrégebbi Leningrádi kódexnek nevezett Bibliának átirata. Az Újszövetség alapja a Brooke Foss Westcott és Fenton John Anthony Hort-féle The New Testament in the Original Greek elnevezésű Biblia. Felhasználták a Biblia Hebraica Stuttgartensia, Novum Testamentum Graece, Lexicon Hebraicum Veteris Testamenti (Zorell, 1984) és más munkákat.
A kiadás célja a készítői szerint inkább irodalmi interpretálás mintsem magyarázó fordítás. Minden egyes héber, ill. görög szónak egy angol szót igyekeztek megfeleltetni, ahol ez nem volt lehetséges, ott körülírták a kifejezést.
Azonban hiányoznak a protestáns szóhasználatban apokrifeknek nevezett könyvek fordításai, amelyek katolikus Bibliában szerepelnek (ún. Deuterokanonikus könyvek), mivel a fordítók úgy hiszik, hogy azok egyáltalán nem illeszthetőek bele a kánonba. Ennek ellenére a Jób könyve 42. fejezet 17. versét a Septuaginta fordításból vették bele. Továbbá olyan vitatott részeket is tartalmaz, mint a Márk 16:8 és a János 7:53 – János 8:11.
Az Ótestamentumot gyakran „a héber–arámi iratok”, az Újtestamentumot pedig „a keresztény görög iratok” néven említik, de ezeket semmiképpen sem szabad összetéveszteni a héber, a görög vagy a Septuaginta változatok szövegével.
A legtöbb Bibliától eltérően nincs elválasztó oldal a két Testamentum között.

### Jehovaaz Ószövetségben
A judaizmusban leggyakrabban használt változatban, a masszoréta szöveghagyományban Isten nevére a Tetragrammatonnal („YHWH") 6 828 alkalommal hivatkoznak. A legtöbb angol fordítás a „LORD”, a magyarok az „Úr” és egyéb feltételezett jelentésekkel, esetleg pontozással helyettesítik. Ritkán előfordul a „Jehovah", „Jehova” vagy „Yahweh” is.
Ebben a kérdésben a NWT eltér a legtöbb fordítástól; következetesen használja a mind a 6 828 helyen „Jehova” elnevezés az adott fordítás nyelvének megfelelő változatát. Jehova Tanúinak az az álláspontja az isteni név kiejtését illetően, hogy a Jehova név használata sokkal közismertebb és megszokottabb. Ezen felül még 145 helyen szerepeltetik a kifejezést, mivel a fordítás készítőinek szilárd meggyőződésük, hogy a névnek ott is szerepelnie kell. Állításuk szerint ezeket az extra neveket Christian David Ginsburg tanulmánya alapján helyezték el[forrás?].
Az Ószövetség ókori görög fordítása, a Septuaginta (LXX) egyes korai töredékei tartalmazták a héber betűket, a tetragrammatont, azonban a későbbi teljes másolatok nem. A LXX a diaszpórában élő, a hébert már csak liturgikus nyelvként ismerő és használó zsidóknak készült. Ők maguk, amikor a JHVH szóhoz értek a görög szövegben, minden bizonnyal küriosz-t vagy theosz-t mondtak. A LXX a Héber Iratok (az Ószövetség) ógörög fordítása, és a Keresztény Görög Iratok (az Újszövetség) nem tartoznak bele.

### Jehovaaz Újszövetségben
Nem maradt fenn egyetlen görög nyelvű Újszövetség-töredék sem, amely akárcsak egyetlen héber betűt vagy a JHVH görögös átírását tartalmazná. Az egyik legrégebbi a „Chester Beatty Papyrus”, amely 200 körül keletkezett, és Szent Pál kilenc levelét tartalmazza. Azonban egyik sem tartalmaz héber betűket, de még csak átiratokat sem.
Elismert bibliafordítók használják Isten nevét a Keresztény görög iratokban.Közülük többen is már jóval azelőtt így jártak el, hogy az Új világ fordítás elkészült volna. Néhány ilyen fordító és a műve: Herman Heinfetter: A Literal Translation of the New Testament . . . From the Text of the Vatican Manuscript (1863); Benjamin Wilson: The Emphatic Diaglott (1864); George Barker Stevens: The Epistles of Paul in Modern English (1898); W. G. Rutherford: St. Paul’s Epistle to the Romans (1900); J. W. C. Wand (London püspöke): The New Testament Letters (1946). Továbbá Pablo Besson a XX. század eleji spanyol fordításában a Lukács 2:15-ben és a Júdás 14-ben a Jehová nevet írja, és közel 100 lábjegyzetben megadja Isten nevét mint lehetséges fordítást. Bizonyos héber fordítások, melyek a Keresztény görög iratokról készültek, már jóval korábban, a XVI. századtól kezdve is használták sok írásszövegben a tetragramot. Csak németül legalább 11 fordításban található meg a Jehovah (vagy Jahve) név a Keresztény görög iratokban, valamint négy fordító az Úr szó után megadja zárójelben Isten nevét. Legalább 70 német fordítás használja Isten nevét lábjegyzetekben vagy szövegmagyarázatokban.
Bár nincs történelmi feljegyzés arról, hogy valaha is létezett volna ilyen újszövetségi szöveg, vagy hogy valaha bárki is látott volna ilyesmit, a New World Bible Translation Committee azon az állásponton van, hogy a név bizonyára el lett távolítva az első század végére. Ez azonban igen vitatott. George Howard professzor (University of Georgia) ezt írta a Journal of Biblical Literature-ben arról, hogyan használták a tetragrammát a Keresztény Görög Iratokban: (…) "A következő oldalakon egy arra vonatkozó elméletet vázolunk fel, hogy eredetileg az isteni nevet, a JHVH-t (és talán annak rövidítéseit) írták ott, ahol az Úsz-ben idéztek az Ószövetségből, vagy utaltak rá, és hogy az idők folyamán ezt a nevet főleg a pótlólagos KSZ-szal [a Kü’ri·osz {’Úr’} szó rövidítésével] helyettesítették." Noha Howard professzor elmélete szakmai körökben megmaradt annak, ami volt: hipotézisnek, bizonyítatlan feltételezésnek; ezzel kapcsolatban az Őrtorony Társulat kijelentette: "A fentiekkel mi is egyetértünk, azzal a különbséggel, hogy ezt a véleményt nem "elméletnek" tekintjük, hanem a bibliai kéziratok továbbadására vonatkozó történelmi tények bemutatásának." Ezt figyelembe véve a bizottság 237 alkalommal élt a név használatával. 13 esetben a Theos, a többi esetben a Kyrios szavak helyett. A bizottság a következőket hozza föl a kibővítés védelmében:

## Kiadások
Az NWT hatvankét nyelven jelent meg a mai napig. Ezek az angol nyelvű változat fordításai, de tartalmaznak több héber és görög szó jelentését magyarázó jegyzetet, cikket.
2018. augusztus 10. óta az Új világ fordítás 167 nyelven olvasható. Összesen mint 224 millió példányban adták ki. A más nyelvű fordítások az angolt veszik alapul, de összevetették a héberrel és göröggel.
A Szentírás teljes fordítása a következő nyelveken érhető el: afrikaans, albán, angol (Braille-írással is), arab, bemba, bolgár, cseh, cseva, csvana, dán, efik, észt, finn, francia, görög, grúz, holland, horvát, igbo, ilokano, indonéz, japán, joruba, kínai (standard, egyszerűsített, pinjin), kinyarvanda, kirgiz, koreai, lengyel, lingala, macedón, magyar, malgas, máltai, német, norvég, olasz, orosz, oszét, örmény, pedi, portugál (Braille-írással is), román, rundi, sona, spanyol (Braille-írással is), sranan, svéd, szamoai, szebuano, szerb (cirill és latin betűkkel is), szingaléz, szlovák, szlovén, szongai, szoto, szuahéli, tagalog, tok-piszin, török, tvi (akvapem és aszante), xhosza, és zulu.
A következő nyelveken csak a Keresztény Görög Iratok új világ fordítása jelent meg 2011-ig: amerikai jelnyelv (DVD-n), amhara, azerbajdzsán (cirill és latin betűkkel is), baule, brazil jelnyelv (DVD-n), burmai, észt, eve, fidzsi, ganda, gun, haiti kreol, hiligaynon, hindi, hiri-motu, kannada, kaonde, kazakh, khmer, kiribati, kolumbiai jelnyelv (DVD-n), lett, litván, lozi, luvale, malajálam, mexikói jelnyelv (DVD-n), nepáli, olasz Braille, olasz jelnyelv (DVD-n), orosz jelnyelv, (DVD-n), pandzsábi, pangaszinam, papiamentu (Curaçao), szango, tamil, thai, tonga (Zambia), tumbuka, Tuvalu, ukrán, üzbég, és vietnámi.

## Kritikusok és támogatók
Jehova Tanúinak az a szilárd meggyőződése, hogy ez a fordítás adja vissza a leghitelesebben a héber-arámi és görög eredeti szövegek jelentését.
Jason BeDuhn valláskutató, az Észak-arizonai Egyetem (Flagstaff, Arizona, USA) docense a pontosság szempontjából megvizsgált és összehasonlított nyolc tekintélyes bibliafordítást — köztük A Szentírás új világ fordítását is, melyet Jehova Tanúi adnak ki —, hogy felmérje, mennyire megbízhatóan dolgoztak a fordítók. Míg a docens helyenként bírálta az Új világ fordítás szóválasztását, „rendkívül jó” fordításnak minősítette, és „kimagaslóan jobbnak”, illetve „minden szempontból jobbnak” tartja, mint a többi megvizsgált fordítás némelyikét. Azt mondta, hogy az Új világ fordítás mindent egybevetve „az Újszövetség összes jelenlegi angol fordítása közül az egyik legpontosabb”, és „a legpontosabb az összehasonlított fordítások közül” (Truth in Translation: Accuracy and Bias in English Translations of the New Testament). Azonban az Őrtorony a szövegkörnyezetéből kiragadva idézi Mr. BeDuhn megállapításait, és csak azokat a részeket említve, amelyek az Új világ fordítás pozitívumával foglalkozik. Egyébként Mr. BeDuhn döntően a Héber Iratokat azaz Ószövetséget említi jó fordításként, míg az ÚVF vitatott részei, amelyeket teológiai elfogultságból származó ferdítésnek tekintenek sokan, az Újszövetség verseiben vannak. BeDuhn egyébként nem görög-tudós, hanem vallástanár, akinek nem nyelvészeti, hanem vallástudományi diplomái vannak, és ezen a szakterületen folytat oktatást.
Edgar J. Goodspeed, aki az An American Translation „Újszövetségét” fordította, a New World Translation of the Christian Greek Scriptures kapcsán 1950. december 8-i keltezésű levelében így írt: „Érdekel a tagjaik egész világra kiterjedő missziós tevékenysége, és nagyon tetszik a szabad, lényegre törő és élénk fordítás. Kijelenthetem, hogy alapos és komoly ismeretek egész soráról tanúskodik.” 
Alexander Thomson, a héber és a görög nyelv tudósa ezt írta: „Nyilvánvalóan hozzáértő és ügyes tudósok munkája ez a fordítás, akik a görög szöveget igyekeztek olyan híven visszaadni, amennyire csak az angol nyelv kifejezőkészsége megengedi” (The Differentiator, 1952. áprilisi szám, 52—57. oldal).
Benjamin Kedar professzor, a héber nyelv izraeli tudósa 1989-ben ezt mondta: „A héber Bibliával és annak fordításaival kapcsolatban végzett nyelvészeti kutatásaim során gyakran hivatkozom arra az angol kiadásra, amely New World Translationként ismert. Minden alkalommal megerősödik bennem az az érzés, hogy ez a munka azt az őszinte törekvést tükrözi, hogy a szövegből a lehető legpontosabb megértést nyerjük.”
Az izraeli Benjamin Kedar professzor 1989-ben ezt mondta: „A héber Bibliával és annak fordításaival kapcsolatban végzett filológiai kutatásaim során, gyakran hivatkozom arra az angol kiadásra, amely New World Translation-ként ismert. Minden alkalommal megerősödik bennem az az érzés, hogy ez a munka azt az őszinte törekvést tükrözi, hogy a szövegből a lehető legpontosabb megértést nyerjük. Az eredeti nyelv széles körű ismeretének bizonyítékát nyújtva, ez a fordítás érthetően adja vissza egy második nyelven az eredeti szavakat anélkül, hogy szükségtelenül eltérne a héber nyelv sajátos szerkezetétől . . . Minden nyelvi kifejezés lehetőséget ad egy bizonyos fokú szabadságra az értelmezésben vagy a fordításban. A nyelvészeti megoldás bármely adott esetben magában rejti a vita lehetőségét. A New World Translation-ben azonban soha nem fedeztem fel semmilyen elfogult szándékot arra, hogy a szövegbe olyasmit olvassanak bele, amit az nem tartalmaz.”
A fordítók továbbra is névtelenek kívánnak maradni. Raymond Franz – a Vezető Testület korábbi tagja – azt állította, hogy a New World Bible Translation Committee öt tagú volt:
- Frederick William Franz
- George Gangas
- Karl Klein
- Nathan Homer Knorr
- Albert Schroeder

William Cetnar – aki abban az időben a központban dolgozott – azt állítja, hogy Milton George Henschel is a Bizottság tagja volt.
Gyakran azzal vádolják a készítőket, hogy csupán Franznek volt bibliai nyelvekből végzettsége. Vitatott, hogy ilyen kicsi bizottság nem lehetett képes minőségi munkát végigvinni.  Jehova Tanúi erre úgy válaszolnak, hogy a fordítást és ne a készítőit tekintsék a kritikusok
A Magyar Bibliatársulat közleményben határolódott el az újszövetségi iratokat közlő „A Keresztény Görög Iratok új világ fordítása” című kiadványtól, és a teljes Szentírást közlő folytatástól is.

## Könyvészeti adatok

### Magyar kiadás
A Szentírás új világ fordítása, Watchtower Bible and Tract Society of New York,  Brooklyn, 2003, 1847 oldal.

## Lásd még
- Biblia
- Jehova Tanúi